# Onychoprion
Genre
Onychoprion est un genre d'oiseaux de la famille des Laridae.

## Liste d'espèces
D'après la classification de référence (version 14.1, 2024) de l'Union internationale des ornithologues, il y a 4 espèces du genre Onychoprion (ordre philogénique) :
- Onychoprion aleuticus (Baird, SF, 1869) – Sterne des Aléoutiennes ;
- Onychoprion fuscatus (Linnaeus, 1766) – Sterne fuligineuse ;
- Onychoprion anaethetus (Scopoli, 1786) – Sterne bridée ;
- Onychoprion lunatus (Peale, 1849) – Sterne à dos gris.